# Ndotto II
Ndotto II est un village du département du Nkam au Cameroun. Situé dans la commune rurale de Ndobian, il est localisé sur la piste piétonne qui lie Sohok à Balam.

## Population et environnement
En 1967, le village de Ndotto II  avait 235 habitants. La population est essentiellement composée des Biboum. La population de Ndotto II était de 78 habitants dont 32 hommes et 46 femmes, lors du recensement de 2005. 